# R.A.B.T - Rompendo a Barreira do Templo
R.A.B.T - Rompendo a Barreira do Templo é o terceiro álbum de estúdio do cantor e compositor Rodolfo Abrantes, lançado em 2012 pela gravadora Onimusic.  

## História
| Críticas profissionais | Críticas profissionais |
| Avaliações da crítica  | Avaliações da crítica  |
| Fonte                  | Avaliação              |
| ---------------------- | ---------------------- |
| Rolling Stone Brasil   | [ 1 ]                  |
| Super Gospel           | [ 2 ]                  |

Em entrevista à Rolling Stone em 2011, Rodolfo Abrantes afirmou que a proposta do disco era de fugir dos chavões evangélicos. “A gente tem orado pra Deus abrir cada vez mais as portas para o ambiente fora da igreja”, disse. O disco conteve as participações de Victor Pradella nas guitarras e Anderson Kuehne na bateria que, mais tarde, formaram a banda O Muro de Pedra, que acompanhou o vocalista em outros projetos posteriores.

## Faixas
| N.º | Título                               | Compositor(es)   | Duração |  |
| 1.  | "Nível raso"                         | Rodolfo Abrantes | 04:13   |  |
| 2.  | "Uma Luz que não pode se apagar"     | Rodolfo Abrantes | 04:55   |  |
| 3.  | "Paz aos homens"                     | Rodolfo Abrantes | 05:31   |  |
| 4.  | "Nem Lua, nem Sol"                   | Rodolfo Abrantes | 04:19   |  |
| 5.  | "Quando o céu parou para me abraçar" | Rodolfo Abrantes | 04:13   |  |
| 6.  | "Até que a Casa esteja cheia"        | Rodolfo Abrantes | 05:43   |  |
| 7.  | "No Teu jardim"                      | Rodolfo Abrantes | 05:49   |  |
| 8.  | "Há um lugar pra mim"                | Rodolfo Abrantes | 05:01   |  |
| 9.  | "Vem derramar"                       | Rodolfo Abrantes | 04:55   |  |
| 10. | "Mate a besta"                       | Rodolfo Abrantes | 06:31   |  |
| 11. | "Castiçais de ouro"                  | Rodolfo Abrantes | 04:55   |  |
| 12. | "Parecido Contigo"                   | Rodolfo Abrantes | 05:05   |  |